# کوشتر لوشاکو
کوشتر لوشاکو (انگلیسی: Kushtrim Lushtaku؛ زادهٔ ۸ اکتبر ۱۹۸۹) بازیکن فوتبال اهل آلبانی است.
از باشگاه‌هایی که در آن بازی کرده‌است می‌توان به باشگاه فوتبال اس‌سی فورتونا کلن و باشگاه فوتبال مونیخ ۱۸۶۰ اشاره کرد.
وی همچنین در تیم‌های ملی فوتبال زیر ۲۱ سال کوزوو و کوزوو بازی کرده‌است.